# Orthogonal frequency-division multiple access
OFDMA (Orthogonal Frequency Division Multiple Access) — многопользовательская версия цифровой модуляции OFDM.
В Wi-Fi 6 (802.11ax) OFDMA — одна из важнейших функций для повышения производительности сети.
И OFDM, и OFDMA разделяют передаваемые данные на несколько небольших пакетов, чтобы просто перемещать небольшие биты информации. Кроме того, OFDMA разделяет канал на меньшие частотные выделения, названные поднесущими. Благодаря разделению канала небольшие пакеты могут одновременно передаваться на несколько устройств. Пакеты прибыли, продолжают передачу, и им не нужно ждать других пакетов. В нисходящей линии OFDMA связи маршрутизатор может использовать различные группы для отправки пакетов разным клиентам, и можно управлять задержкой. Этот гибкий и децентрализованный метод связи увеличивает скорость и эффективность сети.

## Преимущества роутеров AX с функцией OFDMA
1. Снижение расходов и более высокая производительность — объединение небольших пакетов в один дает значительную экономию.
2. Меньше задержка передачи — параллельный связь более эффективен при использовании длинных кадров и малой скорости.
3. Улучшение общего QoS и эффективное использование полосы пропускания в среде с высокой плотностью размещения.
4. Большее количество клиентов — для каждого пакета OFDMA позволяет роутеру поддерживать большее количество клиентов.
5. Уменьшает расход заряда батареи ваших устройств после передачи данных.